# Mossebo herrgård
Ej att förväxla med Mossebo säteri, Vimmerby kommun.
Mossebo herrgård är en medeltida gård i Rinna socken, Boxholms kommun. Den ligger på västra sidan om Mossebosjön. Här finns också en borgruin, Mosseboborg.

## Historik
Mossebo herrgård är belägen på västra stranden av Mossebosjön i Rinna socken, Göstrings härad. Gården nämns tidigast 1295 då Ingevald av Mossebuden bortbyter denna gård till Vreta kloster. Mossebo utbyttes tillsammans med Långeberg år 1612 från kronan av riksrådet Lindorm Ribbing, vilken därefter skrev sig till Mossebo. Efter hans död ägdes gårdens av hans änka Märta Bonde (död 1642) som avled på gården 1642. Därefter ägdes gården av hennes dotter Brita Ribbing (död 1685) som var gift med riksrådet Johan Rosenhane (1611–1661). Under deras tid bestod godset av 13 ⅜ mantal. Reducerades från arvingarna och lades under Vadstena, dit egendomen hörde år 1700. Gården utlöstes till en del av Katarina Falkenberg (död 1716), samt blev med dithörande Björnarp 1/4, Gettringstorp 1/8, Långeberg 1/8 och Nyarp 1/8 med rå och rörs avhyst under Boxholm år 1728. Under den tiden revs den förfallna säteribyggnaden (läget från den gmala syns genom några stensättningar). Gården blev under senare delen av 1800-talet självständig egendom och ägdes från 1870 av nämndemannen Johan August Johansson, samt 1895 hans stärbhus.Tillhörde senare Motala Egna hemsförening och är ägostyckad.

## Ägare av Mossebo
| Ägare     | Namn                             | Levnadstid |
| --------- | -------------------------------- | ---------- |
| 1612–1627 | Lindorm Ribbing                  | 1569–1627  |
| 1627–1642 | Märta Bonde                      | –1642      |
| 1642–1685 | Brita Ribbing                    | –1685      |
| 1699–1709 | Per Ribbing af Zernava           | 1606–1664  |
| 1711–1712 | Conrad Ribbing af Zernava        | 1671–1736  |
| 1713–1714 | Catharina Falkenberg af Trystorp | 1640–1716  |
| 1716–1722 | Gabriel Ribbing af Zernava       | 1679–1742  |
| 1870–     | Johan August Johansson           |            |